# Otto Thott Fritzner Müller
Pour les articles homonymes, voir Müller et Otto Müller.
Otto Thott Fritzner Müller est un enseignant et homme politique norvégien, né le 3 décembre 1864 à Trondheim et mort le 28 décembre 1944 à Halden (Østfold),. Membre du Parti conservateur, il siège au Storting (Parlement) pour la circonscription de Fredrikshald de 1919 à 1921 puis pour Fredrikshald, Sarpsborg, Fredrikstad, Moss et Drøbak de 1922 à 1924.
Müller emménage à Fredrikshald dans les années 1890. Il travaille à l'école publique de Fredrikshald, d'abord comme enseignant et directeur-adjoint, puis comme directeur de 1924 à 1935. Il s'engage dans la politique communale. Il est maire de Halden de 1914 à 1916.
Il est le fils de Carl Arnoldus Müller (no) et Arnoldine v. Westen Sylow Kjeldsberg.